# 北方飛翔
北方飛翔（日语：ノースフライト），是日本純種競賽馬匹。生涯稱霸一哩賽事，僅有一場賽事獲得第二名開外的戰績，曾於1993年勝出安田紀念及一哩冠軍賽，亦於同年獲得最佳5歲及以上雌馬頭銜，由於牠在1600米路程的賽事五戰全勝，因而獲得「一哩的女皇」（マイルの女王）之稱號。

## 出賽前
1990年4月12日出生於北海道浦河町大北牧場，所有權直接歸於牧場旗下。
其後交由栗東訓練中心練馬師加藤敬二訓練。

## 競賽生涯

### 4歲（現3歲）
1993年5月1日出戰新潟競馬場4歲未出走戰，比賽初段選擇於第二的先頭位置推進，進入直路後仍然有餘力繼續加速，最終跑出全場最佳末腳下拋離第二名9馬位取得首勝。
其後出戰條件戰足立山特別，於武豐的策騎始終於比賽途中保持領放姿態，進入直路後未顯疲倦下繼續拉開和後方馬匹的距離最終轟出後600米35.9秒的末腳之下大幅拋離後方8馬位取勝。
9月18日出戰條件戰鬥秋分特別，然而本次比賽賽前調整中發燒並感染蕁麻疹，加上於比賽當天突然進入發情狀態，最終於狀態不佳下以生涯最差的第五完賽。
其後爲累積足夠獎金出戰雌馬三冠尾關女皇伊利沙伯二世盃，陣營安排其出戰府中牝馬錦標。比賽開始後，其處於第三左右的先頭位置展開推進，進入直路後隨即展現優秀的反應於有利位置衝出，及後保持速度下成功抵擋後方賽駒的追擊奪得首個分級賽冠軍。
11月14日按照計劃出戰女皇伊利沙伯二世盃，由於本次比賽爲其首次增程至到2400米，因而於有長距離適性不足的不安下僅得第五人氣。比賽開始後，其處於約莫第六的中團靠前位置展開推進，並於比賽途中保持穩定的節奏。進入直路後，其發揮自身優秀的加速力由所處位置衝出並一度取得領先，於最後關頭第九人氣伏兵Hokuto Vega突然由空曠的內欄位置衝出，北方飛翔無法抵擋對手的攻勢下被超越，最終以1 1/2馬位差距落敗。
完成女皇伊利沙伯二世盃後出戰三級賽阪神牝馬特別，重新搭配武豐下成功於直路上展開凌厲的攻勢，最終以1 1/2馬位優勢壓贏第二名的Best Dancing。

### 5歲（現4歲）
1994年以京都牝馬特別作爲年度首戰，再度於其中爆發恐怖的加速力及末腳，於直路上不斷衝刺之下拋離後方6馬位優勢取勝。
贏得京都牝馬錦標後，陣營意識到北方飛翔於一哩賽事的才能及統治力，因而確認日後目標將主要着眼於一哩戰線，並以安田紀念爲春季最大目標。
爲備戰安田紀念，陣營安排其於3月6日出戰讀賣盃作爲熱身。比賽開始後，其處於先頭位置逐步推進，於比賽途中不斷將自身的位置爬升，通過第四彎道時候經已領先。進入直路後，其腳程不見疲倦之下持續進行加速以抵擋後方美麗皇冠的追擊，最終成功以頸位壓贏對手取得分級賽三連勝及以1分40.6秒的完賽時間打破紀錄。
5月15日按照計劃出戰安田紀念，縱然其於此前獲得分級賽三連勝，但於諸如法國代表Ski Paradise、上年度勝出傑克莫華大賽的英國代表我的婦人、上年度短途馬錦標冠軍櫻花進王及上年度贏得森林大賽的英國代表多分街等本地和海外強敵環伺下僅獲得第五人氣。比賽開始後，由於其漏閘出遲而未能選擇以往習慣的先行戰術，而是需要於後方位置展開追走，所幸的是由於前領馬互相爭奪位置，本次比賽進入了對後上馬較有利的超快步速。通過最後彎道時，北方飛翔迅速響應騎師角田晃一的指示進佔先頭位置，進入直路後隨即開始發力加速，最終於最後200米取得領先並一直保持優勢直至終點，拋離第二的Towa Darling 2 1/2馬位取得首個一級賽冠軍。
夏季休養過後因狀態恢復良好於10月出戰天鵝錦標，比賽初段其選擇於第五左右的位置追走，然而1400米的距離對北方飛翔來說過短，其於直路上的追擊表現出吃力的跡象，最終無法最大程度地發揮末腳優勢下以1 1/4馬位落後於櫻花進王得第二。
11月20日出戰一哩冠軍賽，陣營亦於賽前宣佈此戰將會爲其之退役戰。比賽開始後，前方由Fuji One Man Cross帶出，櫻花進王於第二的位置追趕，而北方飛翔則於第四左右的位置推進。通過第三彎道時，由於後方的賽駒紛紛開始發力，節奏加快之下Fuji One Man Cross失速，櫻花進王趁機取得領先。進入直路後，櫻花進王仍然保持領先，但此時北方飛翔瞬間進入加速狀態，最終轟出後600米34.2秒的恐怖末腳下於直路終端超越對手，以1 1/2馬位優勢及破紀錄的1分33.0秒奪冠，成爲繼1985年Nihon Pillow Winner後第二匹制霸春秋短途賽的賽駒。
年末，由於其於年間稱霸春秋一哩賽且未曾跌出頭二之外，因而於評選中以全票172票當選最佳5歲及以上雌馬，但於最佳短途馬評選中敗於達成日本賽馬史上首次短途馬錦標連霸的老對手櫻花進王，以日本馬王中更大敗於本年度奪得經典三冠的成田拜仁。

### 詳細賽績
| 日期       | 舉辦國家 | 馬場 | 距離   | 級別 | 賽事名稱           | 負重 | 騎師     | 馬號 | 出馬 | 名次 | 時間   | 頭馬（二馬）       |
| ---------- | -------- | ---- | ------ | ---- | ------------------ | ---- | -------- | ---- | ---- | ---- | ------ | ------------------ |
| 1/5/1993   | 日本     | 新潟 | 草1600 |      | 4歲未出走          | 53   | 西園正都 | 13   | 14   | 1    | 1:36.2 | （Southern Great） |
| 25/7/1993  | 日本     | 小倉 | 草1700 |      | 足立山特別         | 53   | 武豐     | 3    | 12   | 1    | 1:41.3 | （Romance Tosho）  |
| 18/9/1993  | 日本     | 阪神 | 草2000 |      | 秋分特別           | 53   | 武豐     | 11   | 11   | 5    | 2:03.0 | Shimano Yamahime   |
| 17/10/1993 | 日本     | 東京 | 草1600 | GIII | 府中牝馬錦標       | 50   | 角田晃一 | 3    | 16   | 1    | 1:34.7 | （Persian Spot）   |
| 14/11/1993 | 日本     | 京都 | 草2400 | GI   | 女皇伊利沙伯二世盃 | 55   | 角田晃一 | 14   | 18   | 2    | 2:25.1 | Hokuto Vega        |
| 19/12/1993 | 日本     | 阪神 | 草2000 | GIII | 阪神牝馬特別       | 56   | 武豐     | 12   | 13   | 1    | 2:02.8 | （Best Dancing）   |
| 30/1/1994  | 日本     | 阪神 | 草1600 | GIII | 京都牝馬特別       | 57   | 武豐     | 8    | 13   | 1    | 1:36.8 | （Favor One）      |
| 6/3/1994   | 日本     | 中京 | 草1700 | GII  | 讀賣盃             | 55   | 武豐     | 5    | 11   | 1    | 1:40.6 | （美麗皇冠）       |
| 15/5/1994  | 日本     | 東京 | 草1600 | GI   | 安田紀念           | 55   | 角田晃一 | 5    | 16   | 1    | 1:33.2 | （Towa Darling）   |
| 29/10/1994 | 日本     | 阪神 | 草1400 | GII  | 天鵝錦標           | 57   | 角田晃一 | 13   | 18   | 2    | 1:20.1 | 櫻花進王           |
| 20/11/1994 | 日本     | 京都 | 草1600 | GI   | 一哩冠軍賽         | 55   | 角田晃一 | 9    | 14   | 1    | 1:33.0 | （櫻花進王）       |

## 退役後
退役後，北方飛翔成爲了繁殖雌馬，於北海道浦河町大北牧場休養，在1995年進行配種，首匹子嗣Kikoshi於1996年出生，可於1998年出賽。
2011年確定受胎失敗後由繁殖雌馬退役，繼續於大北牧場以功勞馬身份進行養老生活。
2018年1月22日，其於牧場內因心臟衰竭死亡，享年28歲。

### 詳細繁殖資料
| 數目     | 馬名            | 出生年 | 性別 | 父系     | 練馬師                                         | 馬主                                  | 戰績                        |
| -------- | --------------- | ------ | ---- | -------- | ---------------------------------------------- | ------------------------------------- | --------------------------- |
| 第一匹   | Kikoshi         | 1996   | 雌   | 北方風味 | 栗東・加藤敬二                                 | Turf Sport Co Ltd                     | 38戰4冠5亞4季（退役）       |
| 第二匹   | Vermeer Blue    | 1997   | 雄   | 北方風味 | 栗東・加藤敬二                                 | Turf Sport Co Ltd                     | 25戰3冠3亞1季（退役・繁殖） |
| 第三匹   | 亂點兵          | 1998   | 雄   | 週日寧靜 | 栗東・加藤敬二                                 | North Hills Management                | 24戰5冠2亞2季（退役）       |
| 第四匹   | S Flight        | 1999   | 雌   | 週日寧靜 | 栗東・加藤敬二                                 | Turf Sport Co Ltd                     | 2戰0冠0亞0季（退役・繁殖）  |
| 第五匹   | Take Off        | 2000   | 雄   | 百仁時間 |                                                |                                       | （未出戰）                  |
| 第六匹   | Popular         | 2001   | 雌   | 百仁時間 | 栗東・加藤敬二 →笠松・柴田高志 →栗東・加藤敬二 | Turf Sport Co Ltd →齋藤敏雄 →大北牧場 | 25戰3冠1亞1季（退役・繁殖） |
|          | （未配種）      |        |      |          | 美浦・小島茂之                                 |                                       |                             |
| 第七匹   | Merveilleuse    | 2003   | 雌   | 神鷹     | 栗東・加藤敬二 →笠松・柴田高志                 | Turf Sport Co Ltd →齋藤敏雄           | 6戰1冠3亞1季（退役・繁殖）  |
| 第八匹   | 北方飛翔2004    | 2004   |      | 大樹快車 |                                                |                                       | （出生後夭折）              |
|          | （受胎失敗）    |        |      | 特別週   |                                                |                                       |                             |
| 第九匹   | Hauoli          | 2006   | 雌   | 夏威夷王 | 栗東・角居勝彥                                 | 金子真人控股                          | 12戰3冠2亞1季（退役・繁殖） |
| 第十匹   | Quatorze Flight | 2007   | 雄   | 吉兆     | 美浦・杉浦宏昭                                 | 山岸桂市                              | 3戰0冠0亞0季                |
|          | （受胎失敗）    |        |      | 夜舞     |                                                |                                       |                             |
| 第十一匹 | Miracle Moon    | 2009   | 雌   | 賞月     | 美浦・手塚貴久 →金澤・宗綱泰彥                 | 阿部紀子 →阿部德次                    | 18戰1冠0亞0季（退役・繁殖） |
| 第十二匹 | 北方飛翔2010    | 2010   |      | 夏威夷王 |                                                |                                       | （出生後夭折）              |
|          | （受胎失敗）    |        |      | 夏威夷王 |                                                |                                       |                             |
|          | （受胎失敗）    |        |      | 水到渠成 |                                                |                                       |                             |

## 血統簡介
父系爲愛爾蘭生產的意大利賽駒東來兵，曾勝出凱旋門大賽，退役後於日本配種，和週日寧靜及百仁時間被一同稱爲改變日本賽馬的三匹種馬。祖父Kampala爲英國賽駒，生涯戰績不俗，曾勝出三級賽。
母系Shadai Flight爲日本賽駒，生涯戰績不佳僅勝出兩場賽事。外祖父Hitting Away爲美國賽駒，生涯戰績不俗，曾勝出鬐甲錦標及巴祿克讓賽等賽事。

### 血統表
| 父線：Zeddaan系（Grey Sovereign系）   |                               |               |               |
| 種馬 東來兵 1983年（棗色）            | Kampala 1976年（栗色）        | Kalamoun      | Zeddaan       |
| 種馬 東來兵 1983年（棗色）            | Kampala 1976年（栗色）        | Kalamoun      | Khairunissa   |
| 種馬 東來兵 1983年（棗色）            | Kampala 1976年（栗色）        | State Pension | Only for Life |
| 種馬 東來兵 1983年（棗色）            | Kampala 1976年（栗色）        | State Pension | Lorelei       |
| 種馬 東來兵 1983年（棗色）            | Severn Bridge 1965年（棗色）  | Hornbeam      | Hyperion      |
| 種馬 東來兵 1983年（棗色）            | Severn Bridge 1965年（棗色）  | Hornbeam      | Thicket       |
| 種馬 東來兵 1983年（棗色）            | Severn Bridge 1965年（棗色）  | Priddy Fair   | Preciptic     |
| 種馬 東來兵 1983年（棗色）            | Severn Bridge 1965年（棗色）  | Priddy Fair   | Campanette    |
| 繁殖雌馬 Shadai Flight 1973年（棗色） | Hitting Away 1958年（棗色）   | Ambiorix      | Tourbillon    |
| 繁殖雌馬 Shadai Flight 1973年（棗色） | Hitting Away 1958年（棗色）   | Ambiorix      | Lavendula     |
| 繁殖雌馬 Shadai Flight 1973年（棗色） | Hitting Away 1958年（棗色）   | Striking      | War Admiral   |
| 繁殖雌馬 Shadai Flight 1973年（棗色） | Hitting Away 1958年（棗色）   | Striking      | Baby League   |
| 繁殖雌馬 Shadai Flight 1973年（棗色） | Forward Flight 1967年（栗色） | Porterhouse   | Endeavour     |
| 繁殖雌馬 Shadai Flight 1973年（棗色） | Forward Flight 1967年（栗色） | Porterhouse   | Red Stamp     |
| 繁殖雌馬 Shadai Flight 1973年（棗色） | Forward Flight 1967年（栗色） | Bashful Girl  | Khaled        |
| 繁殖雌馬 Shadai Flight 1973年（棗色） | Forward Flight 1967年（栗色） | Bashful Girl  | But Beautiful |
| 雌系：號族：12-c                      |                               |               |               |
| 五代內近親交配：Hyperion 4×5          |                               |               |               |

## 命名由來
名字中，North（ノース）意思即是「北方」，聯想自馬主大北牧場之名字，Flight（フライト）則帶有「飛翔」之意思，繼承之母系Shadai Flight之名字。

## 外部連結
- 北方飛翔 netkeiba.com （页面存档备份，存于）
- 血統表 （页面存档备份，存于）